# Okamejei schmidti
Okamejei schmidti (лат.) — вид хрящевых рыб семейства ромбовых скатов отряда скатообразных. Обитают в умеренных водах северо-западной части Тихого океана. Встречаются на глубине до 60 м. Их крупные, уплощённые грудные плавники образуют диск в виде ромба. Максимальная зарегистрированная длина 51 см. Откладывают яйца. Не являются объектом целевого промысла.

## Таксономия
Впервые вид был научно описан в 1958 году как Raja schmidti. 

## Ареал
Эти демерсальные скаты обитают в водах Японии (Хонсю, Кюсю, Сикоку). Встречаются на глубине 30—60 м. Предпочитают илистое песчаное дно.

## Описание
Широкие и плоские грудные плавники этих скатов образуют диск в виде ромба. На вентральной стороне диска расположены 5 жаберных щелей, ноздри и рот. На тонком хвосте имеются латеральные складки. У этих скатов 2 редуцированных спинных плавника и редуцированный хвостовой плавник. Максимальная зарегистрированная длина 51 см. 

## Биология
Эти скаты откладывают яйца, заключённые в жёсткую роговую капсулу с выступами на концах. Длина капсулы 5,6—6,0 см, а ширина 3,0 см.Эмбрионы питаются исключительно желтком. Молодые скаты смеют тенденцию следовать за крупными объектами, напоминающими их мать.  

## Взаимодействие с человеком
Эти скаты не являются объектом целевого промысла. Попадаются в качестве прилова в жаберные сети и ставные неводы. Высушенные крылья используют в пищу. Данных для оценки Международным союзом охраны природы охранного статуса вида недостаточно.